# Limas
Limas es una comuna francesa situada en el departamento de Ródano, de la región de Auvernia-Ródano-Alpes. Pertenece a la comunidad de aglomeración Villefranche-Beaujolais-Saône.

## Demografía
| 353 | 202 | 465 | 546 | 678 | 1 000 | 1 782 | 1 217 | 1 419 | 528 | 555 | 555 | 641 | 580 | 612 | 602 | 628 | 660 | 701 | 697 | 708 | 939 | 996 | 1 090 | 1 129 | 1 162 | 1 310 | 1 520 | 1 770 | 3 216 | 3 463 | 3 652 | 4 151 | 4 394 | 4 616 |
| Para los censos de 1962 a 1999 la población legal corresponde a la población sin duplicidades (Fuente: INSEE [Consultar]) |     |     |     |     |       |       |       |       |     |     |     |     |     |     |     |     |     |     |     |     |     |     |       |       |       |       |       |       |       |       |       |       |       |       |